# 윌마 곤살레스
윌마 곤살레스 멘도사(스페인어: Wilma González Mendoza, 1984년 5월 24일 ~ )는 스페인의 배우이다.